# Đổi Mới

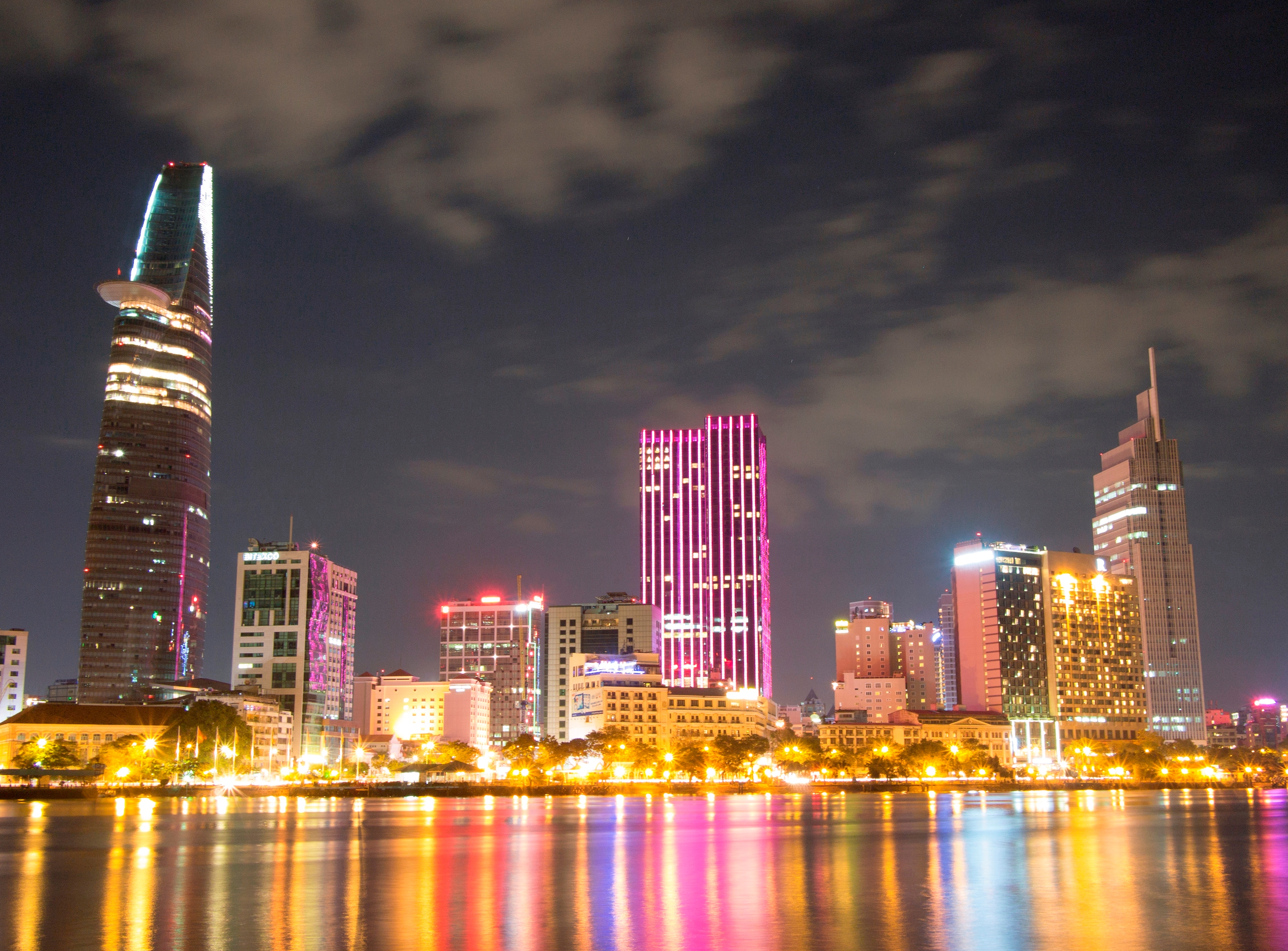
Khu trung tâm Thành phố Hồ Chí Minh ban đêm.

Đổi Mới là một chương trình cải cách toàn diện, đặc biệt là trong lĩnh vực kinh tế, chính trị và nhiều khía cạnh khác của đời sống xã hội được thực hiện tại Việt Nam từ cuối thập niên 1980. Chính sách Đổi mới được chính thức thi hành từ Đại hội Đảng Cộng sản Việt Nam lần thứ VI, đứng đầu là Tổng Bí thư Nguyễn Văn Linh, vào tháng 12 năm 1986, với mục tiêu xây dựng một nền kinh tế thị trường định hướng xã hội chủ nghĩa. Sau sự thất bại của các chính sách thời bao cấp, sự thúc đẩy của người dân buộc nhà cầm quyền cộng sản phải tiến hành cởi trói nền kinh tế.
Đổi mới về kinh tế được thực hiện song song với Đổi mới trên các mặt khác như hành chính, chính trị, văn hóa, giáo dục,... Chính trị Việt Nam đã có sự thay đổi mang tính bản chất, khi Đổi mới không chỉ đổi mới trên phương diện kinh tế mà còn Đổi mới cả về tư duy lãnh đạo của Đảng Cộng sản Việt Nam. Nhìn chung, Đảng Cộng sản Việt Nam vẫn giữ nguyên mô hình chủ nghĩa xã hội và chủ nghĩa cộng sản theo chủ nghĩa Marx-Lenin, chỉ có nền kinh tế thay đổi thành nền kinh tế thị trường.
Đổi mới ở Việt Nam tương tự chính sách kinh tế mới của Liên Xô giai đoạn Lenin lãnh đạo (1921-1924), Cải Cách Khai Phóng ở Trung Quốc và Đổi mới ở Lào. Công cuộc Đổi mới tại Việt Nam sau năm 1986 được xem là sự áp dụng lại mô hình NEP của Lenin.
Các quan điểm về Đổi mới kinh tế của Việt Nam và Trung Quốc dựa chủ yếu trên các kinh nghiệm cải cách của các nước Đông Âu, nhưng ở Việt Nam và Trung Quốc thì Đổi mới xuất phát từ lĩnh vực kinh tế, không đi kèm với những biến động lớn về mặt chính trị - ý thức hệ và xã hội.

## Tiền đề
Lịch sử phát triển kinh tế thế giới cũng như ở Việt Nam cho thấy Chủ nghĩa xã hội kết hợp với yếu tố thị trường còn được gọi là Con đường thứ ba để phân biệt với hai con đường khác là kinh tế thị trường tự do (hay kinh tế tư bản chủ nghĩa) và kinh tế kế hoạch hóa tập trung. Các nước Đông Âu và Liên Xô cũ đã rời bỏ nền kinh tế kế hoạch hóa để chuyển sang nền kinh tế thị trường có sự can thiệp của nhà nước. Các nước tư bản phát triển như Mỹ, Anh, Đức, Pháp và Nhật trong thế kỷ XX cũng điều chỉnh mô hình kinh tế theo hướng tăng cường sự can thiệp của bộ máy nhà nước (kinh tế hỗn hợp). Nước Mỹ ngày nay, một tượng đài của chủ nghĩa tư bản, cũng không còn là Kinh tế thị trường tự do như trước mà là một nền kinh tế hỗn hợp trong đó nhà nước "đưa ra những ưu đãi hoặc ngăn cản chẳng với một nguyên tắc rõ ràng và nhất quán nào". Chủ nghĩa xã hội thị trường là đường lối phát triển kinh tế chủ đạo của một số nước phát triển tại Bắc Âu như Thụy Điển, Phần Lan, Đan Mạch...

## Đổi mới kinh tế

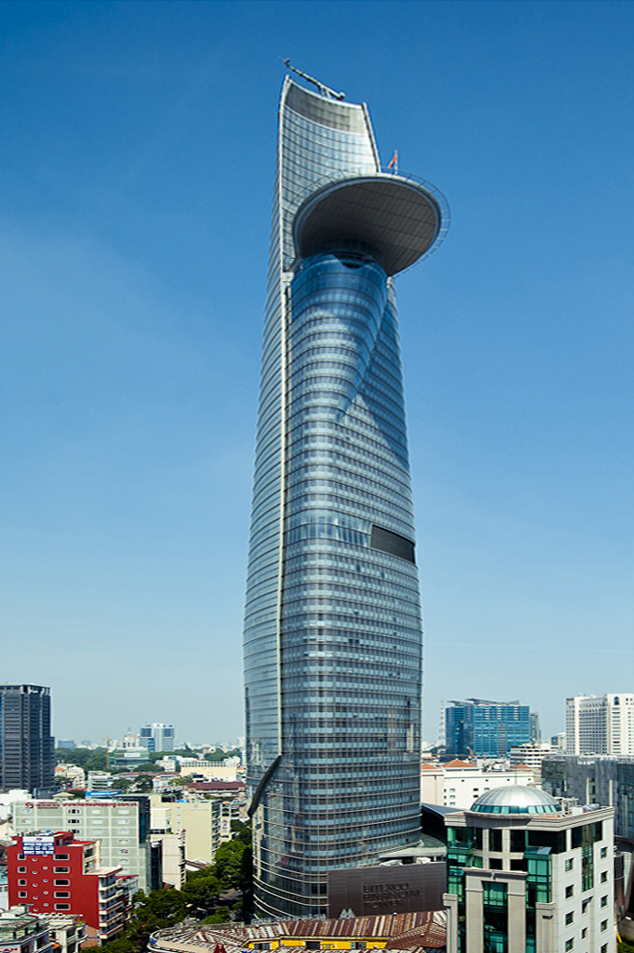
Bitexco Financial Tower

Quan điểm Đổi mới về kinh tế đã được hoàn thiện dần trong quá trình thực hiện. Ngày nay, Đổi mới về kinh tế được Nhà nước Việt Nam định nghĩa là: Quá trình chuyển đổi từ nền kinh tế kế hoạch hóa tập trung bao cấp sang nền kinh tế hàng hóa nhiều thành phần, hoạt động theo cơ chế thị trường, có sự quản lý của Nhà nước, theo định hướng xã hội chủ nghĩa.

### Đặc điểm
- Nhà nước chấp nhận sự tồn tại bình đẳng và hợp pháp của nhiều thành phần kinh tế (Đại hội đại biểu toàn quốc Đảng Cộng sản Việt Nam lần IX quy định có 6 thành phần kinh tế: kinh tế Nhà nước, kinh tế tập thể, kinh tế cá thể tiểu chủ, kinh tế tư bản tư nhân, kinh tế tư bản Nhà nước, kinh tế có vốn đầu tư nước ngoài), nhiều hình thức sở hữu (sở hữu toàn dân, sở hữu tập thể, sở hữu tư nhân, sở hữu hỗn hợp). Tuy nhiên, kinh tế Nhà nước vẫn giữ vai trò chủ đạo.
- Cơ chế kinh tế là kinh tế thị trường xã hội, một trường phái kinh tế học mà đại biểu tiêu biểu của nó là Paul Samuelson- Nobel kinh tế năm 1970- với lý thuyết về nền kinh tế hỗn hợp. Luận điểm của nó là nền kinh tế thị trường nhưng có sự quản lý của Nhà nước, nền kinh tế được vận hành bởi hai bàn tay: thị trường và Nhà nước. Điều này có ưu điểm là nó phát huy tính tối ưu trong phân bổ nguồn lực xã hội để tối đa hóa lợi nhuận thông qua cạnh tranh, mặt khác, sự quản lý của Nhà nước giúp tránh được những thất bại của thị trường như lạm phát, phân hóa giàu nghèo, khủng hoảng kinh tế...
- Định hướng xã hội chủ nghĩa: Theo quan điểm trước Đổi mới, Nhà nước Việt Nam cho rằng kinh tế thị trường là nền kinh tế của chủ nghĩa tư bản và hoạt động không tốt. Sau Đổi mới, quan điểm của Nhà nước Việt Nam là kinh tế thị trường là thành tựu của loài người, không mâu thuẫn với chủ nghĩa xã hội. Định hướng xã hội chủ nghĩa được hiểu là vẫn giữ vai trò chủ đạo của kinh tế Nhà nước trong nền kinh tế, vì theo quan điểm của chủ nghĩa Marx về chủ nghĩa xã hội thì mọi tư liệu sản xuất đều thuộc sở hữu toàn dân và Nhà nước xã hội chủ nghĩa là Nhà nước đại diện cho nhân dân.
- Nền kinh tế chuyển từ khép kín, đóng cửa, sang mở cửa, hội nhập với thế giới.

### Quá trình
Số doanh nghiệp 100% vốn Nhà nước ở Việt Nam từ chỗ có hơn 12.000, đến năm 2001 giảm xuống còn 5.655 doanh nghiệp, và đến thời điểm tháng 10 năm 2016 chỉ còn 718 doanh nghiệp. Theo kế hoạch của chính phủ Việt Nam, đến năm 2020, Việt Nam chỉ còn 103 doanh nghiệp 100% vốn Nhà nước chủ yếu ở các ngành công nghiệp quốc phòng, xuất bản, thủy lợi, dịch vụ công cộng và một số tập đoàn lớn quan trọng đối với nền kinh tế chủ yếu thuộc các ngành độc quyền tự nhiên như Dầu khí, Điện lực và Viễn thông.
- Bước đột phá đầu tiên là Nghị quyết Hội nghị lần thứ 6 Ban Chấp hành Trung ương Đảng khóa IV (8/1979) với chủ trương động viên, khuyến khích mọi người lao động, mọi năng lực sản xuất và thành phần kinh tế. Chỉ thị số 100 của Ban Bí thư Trung ương Đảng ngày 13/1/1981 về khoán sản phẩm đến nhóm và người lao động trong hợp tác xã nông nghiệp đã tạo ra bước phát triển to lớn trong sản xuất nông nghiệp. Quyết định 25-CP và 26-CP ngày 21/1/1981 của Chính phủ cho phép các đơn vị kinh tế quốc doanh xây dựng và thực hiện 3 kế hoạch đã tạo bước chuyển biến trong sản xuất công nghiệp
- Giai đoạn, đầu thập niên 1980, khủng hoảng kinh tế-xã hội nổ ra, lạm phát tăng lên mức phi mã đặc biệt sau hai cuộc tổng điều chỉnh giá-lương-tiền.
- Từ 12 đến 19 tháng 7 năm 1983, lúc Lê Duẩn đi nghỉ ở Liên Xô cũ; ba vị lãnh đạo cấp cao của Việt Nam là Trường Chinh, Phạm Văn Đồng và Võ Chí Công đang nghỉ ở Đà Lạt, Nguyễn Văn Linh (lúc đó là Bí thư Thành ủy Thành phố Hồ Chí Minh) đã tổ chức "Hội nghị Đà Lạt" - Ông và một số Giám đốc các cơ sở kinh doanh sản xuất làm ăn có lãi đã trực tiếp gặp gỡ các vị lãnh đạo cấp cao (từ ngày 12 đến ngày 16 tháng 7) để báo cáo tình hình sản xuất, kinh doanh và đề đạt nguyện vọng. Ngày 17 tháng 7, Nguyễn Văn Linh mời các vị lãnh đạo thăm cơ sở chế biến tơ tằm và xí nghiệp chè của Thành phố Hồ Chí Minh tại Bảo Lộc. Ngày 19 tháng 7, Nguyễn Văn Linh có buổi làm việc riêng với các vị lãnh đạo này, ông đã báo cáo tất cả tâm tư mà cá nhân mình đang nung nấu. "Hội nghị Đà Lạt" diễn ra trong thời gian vừa đúng một tuần lễ. Nội dung tư tưởng của các cuộc gặp trong sự kiện này đã được Nguyễn Văn Linh vận dụng vào việc chuẩn bị văn kiện Đại hội Đảng VI của Đảng Cộng sản Việt Nam - Khởi xướng công cuộc Đổi mới của Việt Nam.[9]
- 1986: Sau khi Lê Duẩn qua đời, Trường Chinh giữ chức Tổng Bí thư chính thức phát động công cuộc Đổi mới. Đại hội đại biểu toàn quốc lần VI của Đảng Cộng sản Việt Nam chính thức thực hiện Đổi mới, bắt đầu thực hiện công nghiệp hóa-hiện đại hóa.
- 1/3/1987: giải thể các trạm kiểm soát hàng hóa trên các tuyến đường nhằm thúc đẩy lưu thông hàng hóa.
- 18/5/1987: Tổng bí thư Nguyễn Văn Linh và Chủ tịch Hội đồng Bộ trưởng Đỗ Mười sang thăm Liên Xô. Gorbachyov giục Việt Nam cải cách kể cả thông thương với các nước tư bản.
- 29/12/1987: Nhà nước Việt Nam ban hành Luật đầu tư nước ngoài tại Việt Nam[10]
- 5/4/1988: Bộ Chính trị ra Nghị quyết 10/NQ về Đổi mới quản lý kinh tế nông nghiệp (hay còn gọi là Khoán 10).
- 24/5/1988: 19 tỉnh miền Bắc đói to. Chính quyền chính thức yêu cầu Liên Hợp Quốc viện trợ nhân đạo khẩn cấp.
- 12/6/1988: Nghị quyết bỏ hẳn chính sách hợp tác hóa nông nghiệp để tăng gia sản xuất.
- 1989: Việt Nam đã xuất khấu gạo đứng thứ 3 thế giới (sau Thái Lan và Hoa Kỳ)
- 1989: Trung Quốc xảy ra sự kiện Thiên An Môn. Năm 1991, Liên Xô sụp đổ. Tuy nhiên, sau khi đánh giá về các sự kiện này, Đảng Cộng sản Việt Nam quyết định tiếp tục Đổi mới theo con đường đã chọn và vẫn thực hiện chủ nghĩa xã hội.
- 1990: Luật công ty và Luật doanh nghiệp tư nhân ra đời nhằm thể chế hóa chính thức và đầy đủ hơn chủ trương phát triển kinh tế tư nhân[11]. Bắt đầu có chủ trương thực hiện cổ phần hóa doanh nghiệp Nhà nước.
- Tháng 5 năm 1990: pháp lệnh ngân hàng Nhà nước Việt Nam và pháp lệnh ngân hàng chính thức chuyển ngân hàng từ một cấp sang hai cấp.
- 1990: Bình thường hóa quan hệ với Trung Quốc.
- 1993: Bình thường hóa quan hệ tài chính với các tổ chức tài chính quốc tế.
- 1995: Bình thường hóa quan hệ với Hoa Kỳ.
- 1995: Gia nhập Hiệp hội các quốc gia Đông Nam Á (ASEAN).
- 2000: Luật Doanh nghiệp ra đời.
- 2001: ban hành Luật Đầu tư nước ngoài tại Việt Nam, ký kết Hiệp định Thương mại Việt-Mỹ.
- 2002: tự do hóa lãi suất cho vay VNĐ cho các tổ chức tín dụng.
- 2005: Luật Cạnh tranh chính thức có hiệu lực.
- 2006: Đại hội đại biểu toàn quốc lần thứ X của Đảng Cộng sản Việt Nam chấp nhận cho đảng viên làm kinh tế tư nhân.
- 7/11/2006: Việt Nam là thành viên chính thức thứ 150 của Tổ chức Thương mại Thế giới.
- Nghị quyết Đại hội Đảng Cộng sản Việt Nam lần thứ 12 (năm 2016) quyết định thành lập một cơ quan chuyên trách làm đại diện chủ sở hữu đối với doanh nghiệp nhà nước; tách chức năng chủ sở hữu tài sản, vốn của nhà nước và chức năng quản lý nhà nước; sớm xóa bỏ chức năng đại diện chủ sở hữu nhà nước của các Bộ, Ủy ban Nhân dân đối với vốn, tài sản nhà nước tại các doanh nghiệp[12].
- Nghị quyết Đại hội XII của Đảng Cộng sản Việt Nam (năm 2016) nêu "Hoàn thiện cơ chế, chính sách để tạo thuận lợi phát triển mạnh kinh tế tư nhân ở hầu hết các ngành và lĩnh vực kinh tế, trở thành một động lực quan trọng của nền kinh tế. Hoàn thiện chính sách hỗ trợ phát triển doanh nghiệp nhỏ và vừa, doanh nghiệp khởi nghiệp. Khuyến khích hình thành các tập đoàn kinh tế tư nhân đa sở hữu và tư nhân góp vốn vào các tập đoàn kinh tế nhà nước, kinh tế tư nhân là một động lực quan trọng của nền kinh tế"[13].
- Năm 2017, Quân đội Nhân dân Việt Nam có kế hoạch sắp xếp lại hệ thống doanh nghiệp do quân đội sở hữu chỉ còn 17 doanh nghiệp 100% vốn nhà nước, 12 công ty cổ phần có vốn nhà nước do Bộ Quốc phòng quản lý (nhà nước giữ trên 51% cổ phần đến năm 2019); thực sự là các doanh nghiệp cần thiết cho nhiệm vụ quân sự, quốc phòng.[cần dẫn nguồn]

### Kết quả

#### Thành tựu

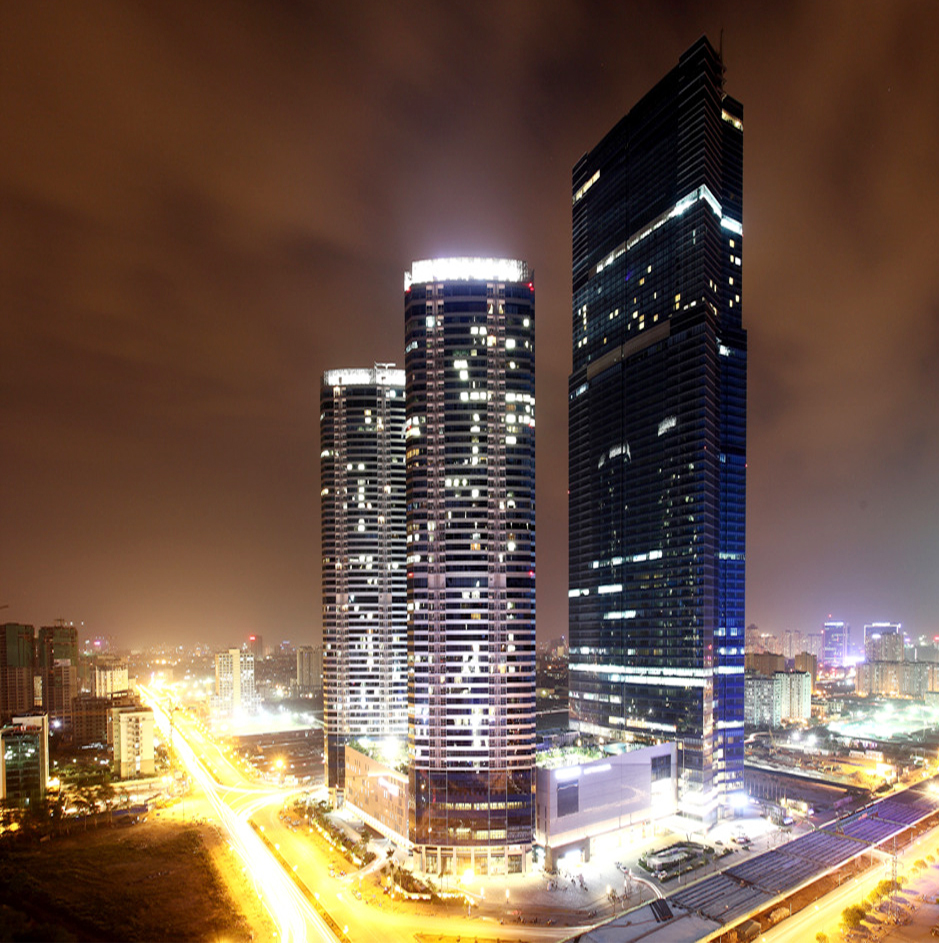
Keangnam Hanoi Landmark Tower cao 336m, là một trong những tòa nhà cao nhất Việt Nam.

Tính đến năm 2016, sau 30 năm, kinh tế Việt Nam đạt được những kết quả sau:
- Trong suốt 30 năm qua, kinh tế Việt Nam đã đạt tốc độ tăng trưởng khá cao. Giai đoạn đầu Đổi mới (1986-1990), mức tăng trưởng GDP bình quân hàng năm đạt 4,4%/năm, giai đoạn 1991-1995 GDP bình quân tăng 8,2%/năm; giai đoạn 1996-2000 GDP bình quân tăng 7,6%/năm; giai đoạn 2001-2005 GDP tăng bình quân 7,34%/năm; giai đoạn 2006-2010, do suy giảm kinh tế thế giới, Việt Nam vẫn đạt tốc độ tăng trưởng GDP bình quân 6,32%/năm. Giai đoạn 2011-2015, GDP của Việt Nam tăng chậm lại nhưng vẫn đạt 5,9%/năm, là mức cao của khu vực và thế giới.
- Quy mô nền kinh tế tăng nhanh: GDP bình quân đầu người năm 1991 chỉ là 188 USD/năm. Đến năm 2003, GDP bình quân đầu người đạt 471 USD/năm và đến năm 2015, quy mô nền kinh tế đạt khoảng 204 tỷ USD, GDP đầu người đạt gần 2.200 USD/năm. Lực lượng sản xuất có nhiều tiến bộ cả về số lượng và chất lượng.
- Tỷ lệ nghèo đói giảm từ 58% năm 1992 xuống còn 7,6% cuối năm 2013[16].
- Cơ cấu kinh tế của Việt Nam bước đầu chuyển dịch theo hướng hiện đại, giảm khu vực nông nghiệp, tăng khu vực dịch vụ và công nghiệp.
- Kim ngạch ngoại thương năm 1991 là 5.156,4 triệu USD, trong đó xuất khẩu là 2.087,1 triệu USD, đến năm 2016 các con số tương ứng là 333 tỷ USD và 167,83 tỷ USD, tăng 60,4 lần và 80,4 lần so với năm 1991.
- Kinh tế nhà nước dần phát huy tốt hơn; hệ thống doanh nghiệp nhà nước từng bước được cơ cấu lại, cổ phần hóa theo Luật Doanh nghiệp và đang giảm mạnh về số lượng. Kinh tế tập thể bước đầu được Đổi mới, các hình thức hợp tác kiểu mới được hình thành phù hợp hơn với cơ chế thị trường. Kinh tế tư nhân tăng nhanh về số lượng, từng bước nâng cao hiệu quả kinh doanh.
- Trong 30 năm, Việt Nam thu hút được 310 tỷ USD của các nhà đầu tư nước ngoài, nguồn vốn này đã góp phần lớn làm tăng trưởng nền kinh tế Việt Nam.
- Việt Nam đã ký kết 11 Hiệp định thương mại tự do khu vực và song phương; đang tích cực đàm phán ba hiệp định khác. (ASEAN - Hồng Công; EFTA; RCEP).

#### Hạn chế

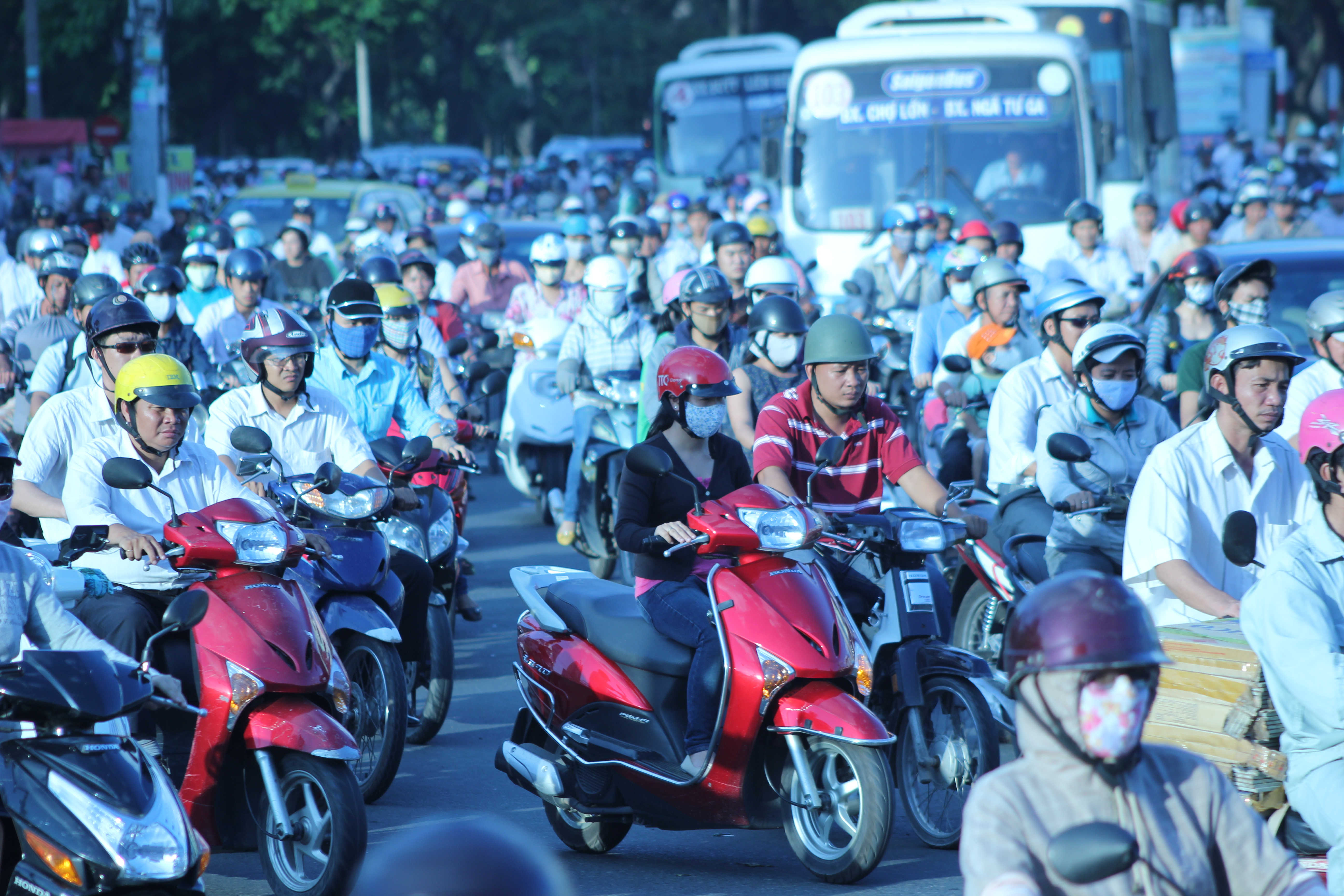
Thành phố Hồ Chí Minh đang bị quá tải do dân số tăng nhanh

Việc thực hiện kinh tế thị trường nhưng do chưa có kinh nghiệm quản lý nên phân hóa giàu nghèo, ô nhiễm môi trường và các tệ nạn xã hội đã diễn ra với tốc độ tăng nhanh. Nền kinh tế tăng trưởng cao nhưng chưa bao giờ đạt đến mức 10% (trong khi đó Trung Quốc có những năm tăng trưởng trên 10%), từ năm 2000 đến nay tăng trưởng chỉ dao động ở mức 5% - 7%, chỉ số năng lực cạnh tranh ở mức thấp, lãng phí tài nguyên, hiệu quả sử dụng vốn chưa cao, năng suất lao động thấp và tăng chậm. Nền kinh tế vẫn nằm ở nhóm nước kinh tế đang phát triển và sẽ rơi vào bẫy thu nhập trung bình nếu không duy trì được tốc độ tăng trưởng cao trong thời gian dài. Trong cơ cấu kinh tế, lao động nông nghiệp vẫn chiếm hơn 40% (2015) khiến tình trạng khiếm dụng lao động (underemployment) phổ biến tại Việt Nam trong khi các nước Đông Á như Hàn Quốc, Nhật Bản có số giờ làm việc trong một năm cao nhất thế giới. Nền kinh tế vẫn chủ yếu bao gồm kinh tế hộ gia đình chiếm tỷ trọng lớn nhất (32% GDP), kế đến là các doanh nghiệp nhỏ và vừa, ít doanh nghiệp lớn và rất hiếm doanh nghiệp có khả năng hoạt động ở thị trường nước ngoài trong khi trong cùng một khoảng thời gian phát triển như vậy Trung Quốc, Hàn Quốc, Nhật Bản, Đài Loan... đã có các tập đoàn đa quốc gia.
Các doanh nghiệp nhà nước chiếm dụng nguồn vốn lớn của quốc gia nhưng hoạt động kém hiệu quả, thiếu minh bạch, tham nhũng, thất thoát nhiều do vấn đề ông chủ và người đại diện không được kiểm soát tốt khiến nhà nước thất bại trong việc sử dụng các doanh nghiệp nhà nước để công nghiệp hóa và định hướng cho nền kinh tế. Dù có nhều nỗ lực xây dựng các tập đoàn kinh tế lớn nhưng khu vực kinh tế nhà nước vẫn không phát huy được vai trò chủ đạo theo đúng mong muốn của Đảng Cộng sản Việt Nam. Khu vực kinh tế tư nhân năng động nhưng còn yếu, đa phần là doanh nghiệp vừa và nhỏ do thiếu vốn và thiếu khả năng quản lý. Tuy nhiên kinh tế tư nhân đóng góp cho ngân sách nhiều hơn doanh nghiệp nhà nước và đầu tư nước ngoài dù tổng lợi nhuận của khu vực này thấp hơn nhà nước và đầu tư nước ngoài. Mức độ liên kết giữa các doanh nghiệp tư nhân với nhau và với khu vực có vốn đầu tư nước ngoài còn yếu. Nhiều doanh nghiệp có ưu thế nhờ quan hệ với bộ máy nhà nước và khu vực kinh tế nhà nước hơn là nhờ ưu thế về sản phẩm, công nghệ, quản lý tạo ra một thứ chủ nghĩa tư bản thân hữu không khuyến khích sự cạnh tranh lành mạnh dựa trên cải tiến sản phẩm và phát triển kỹ thuật. Ông Nguyễn Đình Cung nhận xét "Phân bổ nguồn lực hiện nay là xin cho, chia chác. Nó là hệ quả của hệ thống luật, hệ thống thể chế mà trong đó Chính phủ chỉ có thể khai thác ở khía cạnh quản trị hay kỹ thuật với các nguồn lực chứ Chính phủ không thể khai thác được hiệu quả phân bố để nền kinh tế vận hành năng động hơn, tạo ra sản phẩm mới, công việc mới, dẫn dắt tăng trưởng có chất lượng về dài hạn. Nguồn lực được phân bố theo kiểu xin cho, ban phát thì doanh nghiệp chỉ đi tìm kiếm chênh lệch địa tô chứ không phải tạo ra giá trị gia tăng". Khu vực kinh tế có vốn đầu tư nước ngoài đóng góp phần lớn trong sự tăng trưởng kinh tế của Việt Nam do đó họ nhận được nhiều ưu đãi của nhà nước Việt Nam. Nền kinh tế Việt Nam ngày càng phụ thuộc vào khu vực có vốn đầu tư nước ngoài. Một nghiên cứu cho thấy khu vực này có tác động tích cực làm tăng năng suất của các nhà cung cấp nội địa trong lĩnh vực sản xuất và những doanh nghiệp cùng ngành trong lĩnh vực dịch vụ. Tuy nhiên họ mang vào Việt Nam phần lớn là công nghệ trung bình, lạc hậu, quy mô nhỏ, chủ yếu tập trung vào lắp ráp, tỷ lệ nội địa hóa thấp, hoạt động theo hình thức gia công, sử dụng nhiều lao động và ít sử dụng các nhà cung cấp tại Việt Nam. Doanh nghiệp liên doanh có tác động chuyển giao công nghệ tốt hơn doanh nghiệp 100% vốn nước ngoài nhưng tỷ lệ doanh nghiệp liên doanh trong khu vực có vốn đầu tư nước ngoài ngày càng giảm. Mặt khác, doanh nghiệp Việt Nam thiếu nhân lực khoa học công nghệ có kỹ năng cao nên khả năng tiếp thu công nghệ còn thấp. Doanh nghiệp nước ngoài chưa tạo được mối liên kết chặt chẽ với doanh nghiệp Việt Nam, chưa thúc đẩy nền công nghiệp Việt Nam phát triển, hoạt động chuyển giao công nghệ và kinh nghiệm quản lý chưa đạt kỳ vọng. Không những vậy các công ty có vốn đầu tư nước ngoài lại trở thành đối thủ cạnh tranh của các doanh nghiệp nội địa. Họ đến Việt Nam chủ yếu để tận dụng nhân công giá rẻ và chi phí môi trường thấp đồng thời chiếm lĩnh thị trường sơ khai có tốc độ tăng trưởng cao tại Việt Nam. Chính vì thế tác động chuyển giao công nghệ và kích thích sản xuất nội địa của khu vực này lên nền kinh tế Việt Nam thấp. Doanh nghiệp có vốn đầu tư nước ngoài có tổng lợi nhuận lớn nhất, tăng trưởng tốt nhất nhưng lại nộp ngân sách ít nhất, phần lợi nhuận sau thuế sẽ được chuyển ra nước ngoài. Khu vực có vốn đầu tư nước ngoài có tác động tích cực lên nền kinh tế trong giai đoạn đầu của Đổi mới khi Việt Nam chưa có khả năng tiết kiệm, giúp Việt Nam rút ngắn thời gian phát triển nhưng trong giai đoạn hiện nay khu vực có vốn đầu tư nước ngoài chỉ làm đẹp con số thống kê tăng trưởng GDP chứ Việt Nam không được hưởng lợi nhiều từ khu vực này. Trong dài hạn, khi mức lương trung bình ở Việt Nam tăng lên, dân số chuyển sang giai đoạn già Việt Nam sẽ không còn là nguồn cung lao động giá rẻ do đó mất sức hấp dẫn đối với đầu tư nước ngoài. Hơn nữa do sự phát triển của khoa học, kỹ thuật, nhiều công việc đơn giản sẽ bị máy móc thay thế do đó nhu cầu lao động có kỹ năng thấp cũng giảm đi. Đến lúc đó Việt Nam không thể tiếp tục tăng trưởng bằng lao động dồi dào và vốn đầu tư nước ngoài như trước. Ông Vũ Minh Khương nhận xét "Việt Nam hiện dựa vào quốc tế nhiều. Đó là điểm thuận lợi nhưng phải biến nó thành bàn đạp để người Việt Nam trỗi dậy, còn sống theo kiểu nhà mặt tiền thì rất khó khăn". Những hạn chế vừa kể buộc nhà nước Việt Nam phải tái cơ cấu lại nền kinh tế bằng cách bán bớt sở hữu nhà nước tại các doanh nghiệp để có tiền trả nợ công và đầu tư phát triển, nâng cao hiệu quả doanh nghiệp nhà nước và xem khu vực kinh tế tư nhân là động lực quan trọng của nền kinh tế. Bằng các biện pháp này nhà nước Việt Nam hy vọng sẽ đổi mới mô hình tăng trưởng từ dựa vào sự tăng thêm vốn và lao động sang dựa vào sự cải tiến kỹ thuật sản xuất để tăng năng suất lao động, kiểm soát nợ công và duy trì được tốc độ phát triển kinh tế ở mức cao. Tuy nhiên chất lượng của thể chế quyết định tái cơ cấu có thành công hay không và quyết định sự phát triển của đất nước trong tương lai.
Trình độ kỹ thuật của toàn bộ nền kinh tế thấp, mức độ tự động hóa chưa cao, khả năng nghiên cứu phát triển ra công nghệ mới còn rất yếu. Các ngành kinh tế kỹ thuật quan trọng như công nghiệp luyện kim, công nghiệp cơ khí - chế tạo máy, công nghiệp hóa chất, công nghiệp điện tử... chưa phát triển đầy đủ để làm nền tảng cho quá trình công nghiệp hóa - hiện đại hóa của Việt Nam trong khi các nước Đông Á công nghiệp hóa thành công nhất như Nhật Bản, Hàn Quốc, Trung Quốc đều chú trọng hỗ trợ các ngành công nghiệp này phát triển. Cơ sở hạ tầng được nhà nước chú trọng phát triển nhưng vẫn chưa thể so sánh được với các nước công nghiệp. Nông nghiệp Việt Nam manh mún, lạc hậu, thiếu tổ chức, năng suất thấp, giá trị gia tăng thấp, sản xuất không gắn liền với thị trường, ít được đầu tư thâm canh, trình độ cơ giới hóa thấp, nông sản chủ yếu là sản phẩm thô, cơ cấu nông nghiệp chưa hợp lý. Việt Nam đã sớm từ bỏ chính sách bảo hộ mậu dịch bằng việc gia nhập các tổ chức thương mại quốc tế, ký kết các hiệp định thương mại, gỡ bỏ dần các hàng rào thuế quan để hướng đến mậu dịch tự do nhằm tăng xuất khẩu và tăng khả năng cạnh tranh của doanh nghiệp trong nước. Điều này có mặt trái là các ngành công nghiệp ở Việt Nam phải cạnh tranh với nước ngoài khi còn ở trạng thái ấu thơ khiến chúng không đủ sức cạnh tranh với các công ty nước ngoài ngay trên thị trường Việt Nam. Rất nhiều công ty nổi tiếng ở Việt Nam đã phá sản hoặc bị nước ngoài thâu tóm vì không đủ sức cạnh tranh. Sản phẩm của các công ty đa quốc gia chiếm lĩnh thị trường Việt Nam trong rất nhiều ngành công nghiệp. Chính sách tự do hóa thương mại có lợi cho xuất khẩu tuy nhiên phần lớn kim ngạch xuất khẩu lại do khu vực có vốn đầu tư nước ngoài nắm giữ. Trong khi đó các nước Đông Á như Trung Quốc, Hàn Quốc, Nhật Bản lại bảo hộ nền công nghiệp của họ trong suốt giai đoạn đầu công nghiệp hóa. Bên cạnh đó cũng có những doanh nghiệp thích nghi tốt với việc mở cửa thị trường bằng cách tự đổi mới, nâng cao năng lực cạnh tranh nên có thể cạnh tranh với công ty nước ngoài. Nhìn chung chính sách tự do hóa thương mại đã có tác dụng tích cực làm tăng xuất khẩu và khả năng cạnh tranh của nền kinh tế Việt nam. Tuy nhiên, Việt Nam không có một chính sách công nghiệp hóa rõ ràng để xây dựng nền tảng công nghiệp quốc gia. Chính phủ Việt Nam đề ra quá nhiều mũi nhọn, nhưng lại thiếu trọng tâm, trọng điểm cần thiết cho từng giai đoạn, dẫn đến việc đầu tư bị dàn trải, kém hiệu quả trong điều kiện kinh tế và nguồn lực hạn hẹp. Chính vì vậy Việt Nam không thể phát triển hoàn chỉnh những ngành công nghiệp cơ bản làm nền tảng cho nền kinh tế cũng không có được bất cứ ngành công nghiệp nào vượt trội có thể xem là lợi thế cạnh tranh của quốc gia. Sau hơn 30 năm Đổi mới công nghiệp Việt Nam vẫn còn lạc hậu. Công nghiệp Việt Nam chủ yếu là gia công, lắp ráp thâm dụng lao động lớn. Năng suất lao động và tốc độ tăng trưởng giá trị gia tăng trong công nghiệp thấp. Tỷ trọng công nghiệp, đặc biệt là ngành chế biến, chế tạo trong toàn bộ nền kinh tế có xu hướng giảm, công nghiệp Việt Nam tăng trưởng chậm và không bền vững trong khi Việt Nam mới chỉ ở giai đoạn đầu của quá trình công nghiệp hóa. Xuất khẩu chủ yếu ở khối doanh nghiệp có vốn đầu tư nước ngoài (chiếm 70,2% tổng xuất khẩu của Việt Nam năm 2016). Hàng xuất khẩu chủ yếu là những hàng hóa thâm dụng lao động lớn mà đa phần là lao động kỹ năng thấp như sản phẩm nông nghiệp và một số mặt hàng công nghiệp nhẹ vì đây là lợi thế so sánh của Việt Nam, đối với hàng công nghiệp kỹ thuật cao đóng góp của Việt Nam mới chỉ ở mức lắp ráp, đóng gói. Khả năng cạnh tranh của doanh nghiệp nội yếu kém khiến hàng công nghiệp nhập khẩu hay do các doanh nghiệp nước ngoài sản xuất chiếm lĩnh thị trường nội địa.
Tỷ lệ tiết kiệm thấp hơn các nước Đông Á trong khi đó tăng trưởng kinh tế phụ thuộc vào tỷ lệ tiết kiệm. Tiết kiệm lại không được đầu tư kinh doanh nên lượng tiền nhàn rỗi tại Việt Nam ước tính lên đến 60 tỷ USD. Dân chúng có thói quen đầu tư vào vàng hay địa ốc khiến tiết kiệm không được đưa vào hoạt động sản xuất. Các nguồn lực trong nền kinh tế chưa tập trung vào các ngành công nghiệp. Điều này khiến các ngành sản xuất không phát triển mạnh mà đầu cơ nhà đất phát triển khiến giá nhà ở các đô thị lên cao vượt quá khả năng mua của người lao động bình thường; tương tự lượng vàng người dân tích lũy ước tính lên đến 500 tấn còn giá vàng ở Việt Nam luôn cao hơn giá vàng thế giới. Nhà nước Việt Nam đã không đưa ra được bất cứ chính sách hay quy định nào để hạn chế tình trạng đầu cơ nhà đất cũng như tích trữ vàng của người dân. Theo ông Tomaso Andreatta, Chủ tịch Diễn đàn doanh nghiệp Việt Nam, cần hướng các công ty lớn trong nước từ bỏ bất động sản để chuyển dịch vốn đầu tư từ bất động sản sang các ngành công nghiệp và công nghệ hiện đại thì doanh nghiệp Việt Nam mới phát triển bắt kịp với các doanh nghiệp nước ngoài. Ngoài ra Việt Nam cần có những chính sách huy động các nguồn lực trong dân vào hoạt động kinh doanh, sản xuất để phát triển kinh tế, tạo môi trường kinh doanh thuận lợi và quan trọng nhất là phải tạo niềm tin cho người dân vào chính quyền để họ an tâm đầu tư. Nền kinh tế Việt Nam vẫn chưa hiệu quả thể hiện ở hiệu quả sử dụng vốn thấp hơn nhiều nền kinh tế trong khu vực. Việt Nam không sử dụng hiệu quả vốn đầu tư, viện trợ và vốn vay nước ngoài khiến nền kinh tế Việt Nam không phát triển tương xứng với lượng vốn mà Việt Nam nhận được. Quá nhiều vốn đổ vào nền kinh tế nhưng các hoạt động kinh tế tạo ra giá trị gia tăng không nhiều còn các hoạt động đầu cơ lại phát triển. Ngân sách nhà nước không được sử dụng hiệu quả, chi thường xuyên để nuôi bộ máy hành chính và các đoàn thể quần chúng luôn ở mức cao dẫn đến thâm hụt ngân sách và thiếu tiền chi cho phát triển trong đó chi tiêu cho y tế và giáo dục ở mức khá cao nhưng không hiệu quả. Nhà nước phải vay vốn nước ngoài để đầu tư phát triển khiến nợ công đã tăng gần đến mức có thể tác động xấu đến nền kinh tế (63,7% GDP năm 2016), trong khi đó vốn vay không được sử dụng hiệu quả nên nợ công có xu hướng tăng nhanh và áp lực trả nợ ngày càng lớn khiến chính phủ Việt Nam phải vay nợ mới để trả nợ cũ trong khi nợ công của các nước trong khu vực có xu hướng giảm. Trong tương lai, các chủ nợ của Việt Nam sẽ lần lượt chấm dứt cho vay và chỉ cho vay với các mức lãi suất cao hơn với những điều kiện khắt khe hơn. Việt Nam không có nhiều tài nguyên thiên nhiên, hơn nữa những tài nguyên quan trọng nhất như dầu khí, than đá sẽ cạn kiệt trong tương lai gần nên thu ngân sách không thể tiếp tục dựa vào xuất khẩu tài nguyên. Nếu không có những biện pháp để tăng thu, tiết kiệm chi tiêu, tăng hiệu quả sử dụng ngân sách thì trong tương lai Việt Nam có thể sẽ đối mặt với tình trạng thâm hụt ngân sách nghiêm trọng và khủng hoảng nợ công. Việc phân bố ngân sách vẫn theo tư duy lấy ngân sách thu được từ các thành phố lớn, các tỉnh có kinh tế phát triển bù đắp thâm hụt ngân sách ở các tỉnh kém phát triển để đảm bảo không có sự chênh lệch quá lớn giữa các địa phương chứ chưa có tư duy tập trung các nguồn lực để tạo ra sự phát triển đột phá trong khi việc tập trung các nguồn lực cho phát triển là triết lý kinh tế cơ bản của các nước công nghiệp hóa nhanh chóng và thành công nhất như Liên Xô, Trung Quốc, Hàn Quốc. Nhà nước Việt Nam nói riêng và nền kinh tế Việt Nam nói chung đã không thể tập trung và sử dụng hiệu quả các nguồn lực cho công nghiệp hóa, hiện đại hóa nên Việt Nam đang phát triển dưới mức tiềm năng của mình và không thể công nghiệp hóa nhanh chóng như các nước Đông Á. Liên Xô, quốc gia có mô hình nhà nước tương tự Việt Nam, đã sụp đổ vì họ không thể sử dụng hiệu quả các nguồn lực để tạo ra tăng trưởng kinh tế. Đây là bài học có giá trị cho Việt Nam.
Sau hơn 30 năm Đổi mới, đồng tiền Việt Nam vẫn là đồng tiền không có khả năng chuyển đổi ngoài lãnh thổ Việt Nam và nhiều quốc gia, tổ chức vẫn không công nhận Việt Nam là nước có nền kinh tế thị trường. Một số thị trường vẫn chưa được thiết lập đầy đủ như: thị trường vốn, thị trường tiền tệ, thị trường lao động, thị trường khoa học công nghệ, thị trường nguyên liệu... Việt Nam mới chỉ thành công trong việc xóa đói giảm nghèo, nâng cao mức sống của người dân chứ chưa đạt được mục tiêu công nghiệp hóa - hiện đại hóa như Đảng Cộng sản Việt Nam đã đề ra. Nền kinh tế của Việt Nam chưa thể so sánh với các nước trong khu vực. Việt Nam chưa đạt được tốc độ tăng trưởng đủ cao trong một thời gian đủ dài để trở thành nước có thu nhập cao. Thu nhập bình quân đầu người thấp hơn các nước trong khu vực và thấp hơn mức trung bình của thế giới. Hàn Quốc mất hơn 30 năm để công nghiệp hóa và trở thành nước phát triển trong khi hơn 30 năm Đổi Mới Việt Nam không xây dựng nổi nền tảng công nghiệp, vẫn là nước đang phát triển có thu nhập trung bình thấp dù nhận nhiều vốn đầu tư nước ngoài, vốn vay, kiều hối và viện trợ hơn Hàn Quốc. Một số thể chế pháp luật và hành chính cần thiết cho nền kinh tế thị trường vẫn chưa được quy định hay đã được quy định nhưng không được thực hiện, thủ tục hành chính rườm rà, phức tạp, giải quyết chậm gây ra tình trạng tham nhũng, cửa quyền... làm chỉ số minh bạch của môi trường kinh doanh thấp, chỉ số nhận thức tham nhũng cao hơn Trung Quốc và phần lớn các nước Đông Nam Á khác.
Nguyên nhân của những hạn chế trên là do Việt Nam có xuất phát điểm quá thấp. Khác với các nước Đông Á, khi thực hiện chính sách mở cửa để công nghiệp hóa-hiện đại hóa, Việt Nam đang trong tình trạng thiếu lương thực, bị bao vây cấm vận và hoàn toàn thiếu nền tảng kinh tế kỹ thuật cũng như con người. Nền kinh tế, xã hội Việt Nam cuối thập niên 1980 thiếu rất nhiều điều kiện: trí thức và chuyên gia, vốn đầu tư, nền tảng kinh tế - kỹ thuật, khả năng sáng tạo và khả năng quản lý, lao động có kỹ năng, doanh nhân có khả năng kinh doanh tốt, truyền thống và văn hóa kinh doanh, hệ thống luật pháp và bộ máy hành chính hiệu quả, lãnh đạo có tầm nhìn và khả năng hoạch định chính sách. Sau hơn 30 năm, những nhược điểm này được khắc phục phần nào nhưng nhìn chung vẫn còn phổ biến. Việt Nam thiếu nhiều điều kiện cần thiết để trở thành một cường quốc kinh tế trừ vị trí địa lý và một số điều kiện tự nhiên thuận lợi.

## Đổi mới chính trị

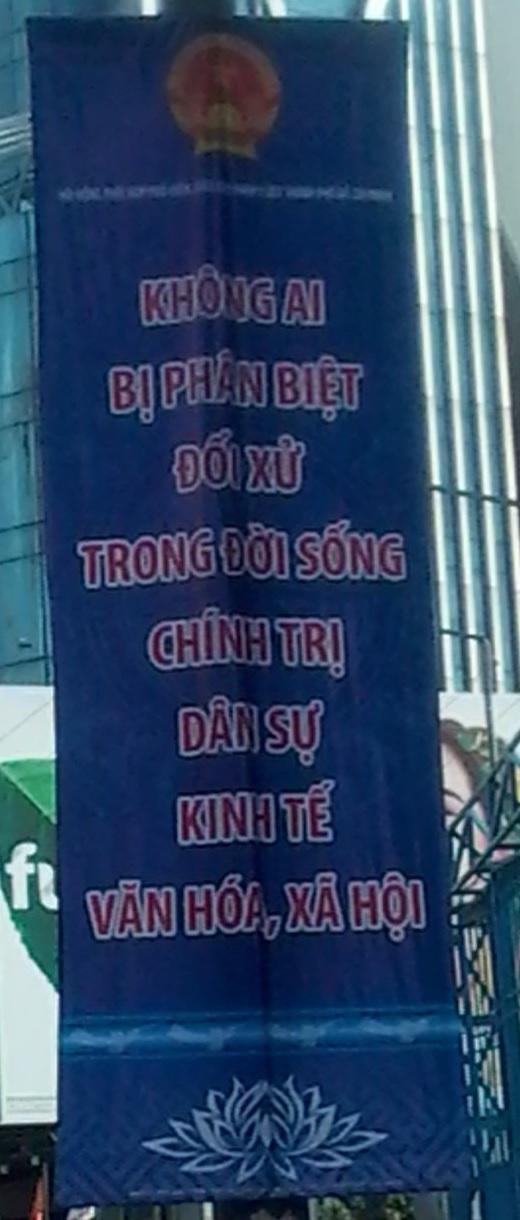
Biểu ngữ tuyên truyền nhân quyền tại Việt Nam có nội dung "Không ai bị phân biệt đối xử trong đời sống chính trị, dân sự, kinh tế, văn hóa, xã hội"

Việt Nam thực hiện Đổi mới kinh tế đồng thời vẫn giữ nguyên mô hình chính trị cũ nhưng có cải cách trên nhiều phương diện như tăng cường vai trò của cơ quan lập pháp; cải cách hành chính theo hướng giảm bớt số nhân viên hành chính và tinh giản các thủ tục hành chính; cải cách tư pháp để tiếp cận gần hơn với nền tư pháp của thế giới; tăng cường dân chủ như lấy ý kiến nhân dân trong quá trình lập hiến và lập pháp, tiếp xúc, đối thoại với các tầng lớp nhân dân, minh bạch hóa các hoạt động nhà nước... Theo Báo cáo môi trường kinh doanh 2018 của World Bank, trong giai đoạn 2002-2017, Việt Nam là nước có nhiều cải cách nhất thế giới (39 cải cách) để cải thiện môi trường kinh doanh. Tuy nhiên cơ chế vẫn nửa cũ nửa mới, nhiều cán bộ được bổ nhiệm vẫn ở mức trung bình, nhiều người nắm cương vị cao nhưng chưa có sự chuyên nghiệp cao. Tình trạng tham nhũng tại Việt Nam rất nghiêm trọng. Theo Tổ chức Minh bạch quốc tế (TI), chỉ số cảm nhận tham nhũng năm 2017 của Việt Nam đạt 35/100 điểm, xếp hạng 107/180 trên toàn cầu. Dân chúng cũng góp phần nuôi dưỡng tệ tham nhũng khi họ có thói quen hối lộ nhân viên công quyền để qua mặt luật pháp nhằm trục lợi. Bộ máy hành chính cồng kềnh, nhiều tầng nấc trung gian. Một nghiên cứu cho thấy bộ máy hành chính hoạt động chưa hiệu quả và tình trạng lãng phí, tham nhũng là điểm nghẽn trong ngắn hạn của nền kinh tế Việt Nam. Việt Nam cố gắng tinh giản bộ máy nhà nước để tăng hiệu quả hoạt động nhưng khi thực hiện số người được hưởng lương, phụ cấp lại tăng lên vì nhà nước Việt Nam chưa định vị được vị trí, vai trò của các tổ chức trong bộ máy; trong quá trình tuyển dụng có sự cả nể thậm chí cả những mánh lới để gia nhập vào bộ máy nhà nước; thiếu cơ chế kiểm tra, giám sát, định vị trên cơ sở đó đánh giá đúng vị trí, vai trò của các cơ quan chức năng, vị trí, vai trò của từng người trong bộ máy; hoạt động nhà nước thiếu minh bạch. Việt Nam vẫn còn phải dựa vào sự hỗ trợ của các định chế tài chính quốc tế như World Bank, IMF trong việc hoạch định chính sách kinh tế. Ông Vũ Minh Khương, thuộc trường Chính sách công Lý Quang Diệu, nhận xét "Rõ ràng tôn trọng kinh tế thị trường và tư nhân là chúng ta không đói. Hội nhập với thế giới là chúng ta khấm khá lên. Nhưng để đi đến phồn vinh thì chúng ta cần một bộ máy gọi là Nhà nước kiến tạo phát triển, tức là rất tâm huyết với sự nghiệp phát triển, rất chuyên nghiệp và rất có trình độ". Sau hơn 7 thập kỷ độc lập, Việt Nam vẫn đang trong quá trình xây dựng và hoàn thiện bộ máy nhà nước.
Trong quá trình Đổi mới Việt Nam luôn đưa mục tiêu giữ vững độc lập, tự chủ và ổn định chính trị lên hàng đầu để bảo đảm sự thành công của Đổi mới. Việt Nam vẫn chưa chấp nhận nền dân chủ theo mô hình phương Tây và vẫn đàn áp các cá nhân chỉ trích nhà nước hoặc đòi đa nguyên đa đảng tuy rằng những cá nhân này chưa chứng tỏ được họ đủ năng lực thay đổi bất cứ điều gì hoặc có thể làm tốt hơn nhà nước hiện nay. Mặc dù vậy ngay trong nội bộ Đảng Cộng sản Việt Nam đã xuất hiện tình trạng "phai nhạt lý tưởng cách mạng; dao động, giảm sút niềm tin vào mục tiêu độc lập dân tộc và chủ nghĩa xã hội; hoài nghi, thiếu tin tưởng vào chủ nghĩa Mác - Lênin, tư tưởng Hồ Chí Minh. Xa rời tôn chỉ, mục đích của Đảng; không kiên định con đường đi lên chủ nghĩa xã hội; phụ họa theo những nhận thức lệch lạc, quan điểm sai trái."
Vấn đề dân chủ và Đổi mới chính trị là một vấn đề tạo ra nhiều ý kiến khác nhau trong xã hội cũng như trong nội bộ Đảng Cộng sản Việt Nam. Ông Nguyễn Văn An cho rằng "có ý kiến cho rằng Cách mạng dân tộc dân chủ của ta chưa hoàn thành cơ bản, chúng ta mới làm được phần Cách mạng dân tộc, đánh đuổi thực dân, đế quốc, giành lại độc lập cho dân tộc; còn phần Cách mạng dân chủ thì mới làm được một phần, mới đánh đổ vua chúa phong kiến, còn rất nhiều nội dung của Cách mạng dân chủ chúng ta chưa làm được, đến tận ngày nay vẫn còn nhiều vấn đề về dân chủ chúng ta cũng chưa làm được. Lâu nay chúng ta quan niệm bỏ qua giai đoạn tư bản chủ nghĩa, tiến thẳng lên chủ nghĩa xã hội. Không hiểu mệnh đề này có còn phù hợp với tình hình hiện nay và tới đây không? Chúng ta chuyển ngay sang cách mạng xã hội chủ nghĩa là theo lý thuyết có tính tiền đề rằng, các nước kém phát triển có thể bỏ qua giai đoạn phát triển tư bản chủ nghĩa, tiến thẳng lên chủ nghĩa xã hội, nếu được sự giúp đỡ vô tư trên tinh thần anh em của những nước xã hội chủ nghĩa hùng cường. Tiền đề quan trọng đó trước đây và hiện nay là chưa có thật. Có lẽ đây chính là cái gốc ban đầu dẫn đến cái lỗi hệ thống". Theo ông Vũ Khoan: "kinh tế Việt Nam năm 1986 lạm phát tới gần 800%, người dân Việt Nam rất đói theo nghĩa đen, nên Việt Nam phải ưu tiên Đổi mới kinh tế nhằm cứu lấy dân tộc. Hơn nữa, không thể đổi mới được bất cứ cái gì trong một xã hội hỗn loạn. Việt Nam cũng rút ra bài học kinh nghiệm từ thực tế ở Liên Xô và Đông Âu lúc đó. Vả lại, đổi mới chính trị là một quá trình vô cùng phức tạp, liên quan đến rất nhiều người, vả lại, chưa có tiền lệ và mô hình. Vì vậy, Việt Nam phải đổi mới dần từng bước, vừa đổi mới, vừa xác định mô hình". Nhìn chung nhà nước Việt Nam đã có nhiều nỗ lực cải cách chính trị và dân chủ hóa đất nước ở mức không đe dọa tới sự lãnh đạo của Đảng Cộng sản Việt Nam.
- Theo quan điểm của Đảng Cộng sản Việt Nam thì Đổi mới không phải là từ bỏ việc thực hiện chủ nghĩa xã hội, Đảng Cộng sản Việt Nam vẫn giữ quyền lãnh đạo duy nhất. Đổi mới chỉ là thời kỳ quá độ đi lên chủ nghĩa xã hội.
- Trên lĩnh vực đối ngoại, Việt Nam chuyển từ chú trọng quan hệ hợp tác với các nước xã hội chủ nghĩa sang chú trọng quan hệ hợp tác đa phương, làm bạn với tất cả các nước, trên quan điểm bình đẳng, cùng có lợi, không can thiệp vào công việc nội bộ của nhau. Việt Nam đã bình thường hóa quan hệ với Mỹ, gia nhập các tổ chức khu vực ASEAN, APEC, WTO...
- Năm 1994 bắt đầu thực hiện chất vấn của các đại biểu Quốc hội đối với các thành viên Chính phủ.
- Ngày 18/2/1998, Bộ Chính trị Đảng Cộng sản Việt Nam ban hành Chỉ thị 30-CT/TW về xây dựng và thực hiện Quy chế dân chủ ở cơ sở[97].
- Đại hội Đảng lần X lần đầu tiên lấy ý kiến đóng góp rộng rãi của các tầng lớp nhân dân, lần đầu tiên cho phép Đảng viên tự ứng cử vào Ban Chấp hành Trung ương Đảng.
- Năm 2013, nhà nước Việt Nam lần đầu tiên lấy ý kiến nhân dân về dự thảo sửa đổi Hiến pháp năm 1992.

## Đổi mới văn hóa - giáo dục
Xem thêm: Cởi Mở
Đổi mới trong lĩnh vực văn hóa ở Việt Nam được biết dưới tên Cởi Mở, tương tự như chính sách Glastnost của Liên Xô. Quá trình này bắt đầu cùng với Đổi mới kinh tế nhưng sau đó bị kiềm chế lại trong thập niên 1990.
Năm 2014, Nghị quyết Hội nghị lần thứ 9 Ban Chấp hành Trung ương Đảng khóa XI (Nghị quyết số 33-NQ/TW) về xây dựng và phát triển văn hóa, con người Việt Nam đáp ứng yêu cầu phát triển bền vững đất nước được ban hành. Tuy nhiên nhà nước vẫn kiểm soát báo chí và chưa cho phép xuất bản báo tư nhân. Nhà nước thường xuyên dùng các biện pháp hành chính can thiệp vào hoạt động xuất bản và biểu diễn nghệ thuật như thu hồi sách, kiểm duyệt nội dung phim... Tuy nhiên người Việt đã có thể tiếp cận với nền văn học nước ngoài, các hệ tư tưởng lớn trên thế giới thông qua các sách nước ngoài được xuất bản ngày càng nhiều tại Việt Nam. Sự xuất hiện của internet đã phá vỡ tình trạng độc quyền thông tin của nhà nước, cung cấp cho người đọc những thông tin không xuất hiện trên truyền thông của nhà nước (tất nhiên độ chính xác những thông tin không chính thức này là khó kiểm chứng, nó có thể là sự thật nhưng cũng có thể là bịa đặt). Những yếu tố này làm biến đổi dần tâm lý và tư duy của đại chúng cũng như của giới cầm quyền tại Việt Nam, có thể dẫn đến những biến đổi chính trị trong tương lai.
Bên cạnh đó, các vấn nạn về văn hóa vẫn nghiêm trọng, lối sống thực dụng, văn hóa lai căng dần phổ biến ở thành thị, nhất là tác động xấu tới lớp trẻ, trong khi ở nông thôn văn hóa nhiều nơi lạc hậu, tệ mê tín dị đoan phát triển. Ít các tác phẩm văn học nghệ thuật có chất lượng, có chiều sâu. Báo chí và các xuất bản phẩm có xu hướng trở nên "lá cải hóa", thương mại hóa.
Trong lĩnh vực giáo dục, Việt Nam đang thực hiện Đổi mới giáo dục: chuyển từ lối giáo dục từ chương (vốn là truyền thống trong cách giáo dục Á Đông) sang phương pháp giáo dục lấy người học làm trung tâm, tăng tính chủ động cho học sinh và tấn công vào căn bệnh thành tích; tăng tính tự chủ và tự do của nền giáo dục. Giới lãnh đạo Việt Nam đã ý thức được sự cần thiết của tự do tư tưởng trong học thuật và tự trị đại học cũng như việc nền đại học Việt Nam cần phải chuẩn hóa và hội nhập quốc tế. Tuy nhiên Việt Nam vẫn chưa xác định được hệ thống triết lý giáo dục làm nền tảng cho quá trình Đổi mới giáo dục nên mọi đổi mới đều mang tính manh mún, chắp vá và thiếu định hướng nhất quán bắt nguồn từ việc bắt chước nền giáo dục của các nước phát triển mà không hiểu rõ vì sao người ta làm như vậy. Hệ thống giáo dục Việt Nam vẫn bị xem là chưa đáp ứng được nhu cầu đào tạo nhân lực cho nền kinh tế. Vì vậy chất lượng nguồn nhân lực của Việt Nam theo đánh giá của Ngân hàng Thế giới ở mức thấp (3,39 trên 10 điểm), phân bố không hợp lý, chưa được đào tạo tốt, không đáp ứng được yêu cầu của nhà tuyển dụng và có khoảng cách lớn so với các quốc gia trong khu vực. Nguồn nhân lực đang bị xem là điểm nghẽn của nền kinh tế Việt Nam trong dài hạn. Nguồn tài nguyên chính của Việt Nam là con người. Vì vậy, điều kiện tiên quyết để phát triển trong dài hạn là đầu tư phát triển nguồn vốn con người.

## Nhận xét
Tại Việt Nam, có thể hiểu khái quát: Kinh tế thị trường định hướng xã hội chủ nghĩa là kinh tế thị trường, vừa tuân thủ theo quy luật của kinh tế thị trường, vừa phải theo định hướng của chủ nghĩa xã hội. Có nghĩa là, trong khi chú ý tới tăng trưởng kinh tế, thì hết sức coi trọng tới vấn đề xã hội, xây dựng hệ thống an sinh xã hội và dịch vụ công cộng tốt, bảo đảm công bằng xã hội, hạn chế sự chênh lệch giàu-nghèo, phấn đấu để có nhiều người giàu nhưng đồng thời cũng hạn chế tối đa, tiến tới xóa bỏ tình trạng đói nghèo trong nhân dân. Nhà nước phải đóng vai trò hạn chế, khắc phục những mặt trái của chủ nghĩa tư bản và quá trình toàn cầu hóa để nền kinh tế hoạt động có hiệu quả hơn và nâng cao phúc lợi xã hội.
Thực tế quá trình Đổi mới hơn 30 năm qua đã giúp Việt Nam có những bước phát triển vượt bậc tuy còn nhiều hạn chế cần khắc phục để bảo đảm kinh tế Việt Nam tiếp tục tăng trưởng ở mức cao. Nền kinh tế Việt Nam tăng trưởng vượt trội trong khu vực, nhưng vẫn dưới mức tiềm năng. Việt Nam nằm trong số ít quốc gia trên thế giới có chỉ số phát triển con người cao hơn những nước có cùng mức thu nhập. Chính phủ Việt Nam đã có những nỗ lực đầu tư vào hệ thống y tế và giáo dục, điều này giúp Việt Nam có tỷ lệ biết chữ và tuổi thọ trung bình khá cao. Trình độ y tế và giáo dục của Việt Nam ngày càng tiếp cận gần hơn với trình độ của các nước tiên tiến. Tuy nhiên chi tiêu cho y tế, giáo dục vẫn chưa thật sự hiệu quả. Việt Nam thành công trong việc nâng cao mức sống của người dân nhưng hoàn toàn thất bại trong mục tiêu công nghiệp hóa vào năm 2020 như Đảng Cộng sản Việt Nam đề ra khi bắt đầu Đổi mới. Đảng Cộng sản Việt Nam tiếp tục đặt mục tiêu hoàn thành công nghiệp hóa, hiện đại hóa Việt Nam vào năm 2030. Báo cáo Tổng quan Việt Nam 2035 của Bộ Kế hoạch và Đầu tư Việt Nam và Ngân hàng Thế giới đưa ra kỳ vọng Việt Nam sẽ đạt thu nhập bình quân đầu người 18.000 USD/năm vào năm 2035.

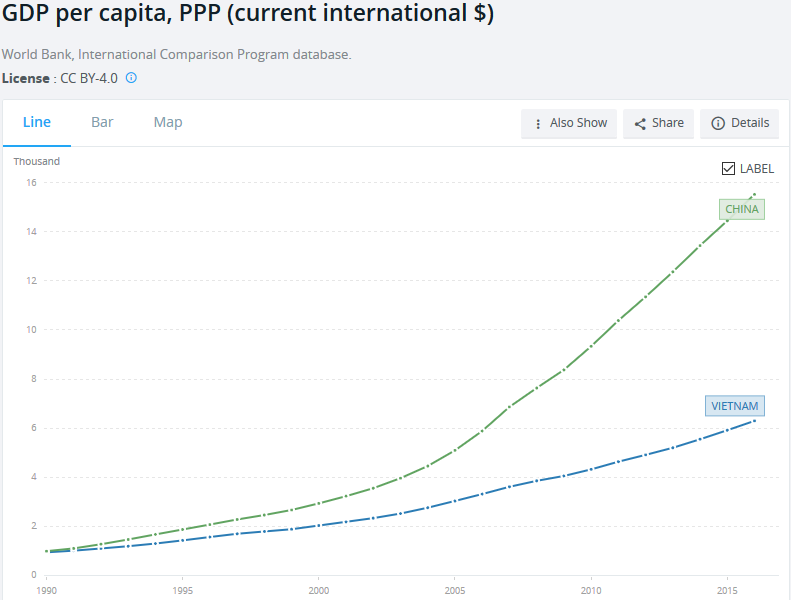
So sánh thu nhập bình quân đầu người giữa Việt Nam và Trung Quốc (Nguồn: Ngân hàng Thế giới)

Tuy vậy quá trình Đổi mới vẫn đặt ra những vấn đề mới về cả lý luận và thực tiễn. Theo tiến sĩ Trần Đình Thiên, Viện trưởng Viện Kinh tế Việt Nam, trước Đại hội Đảng lần XI cho rằng "Công thức phát triển là kinh tế thị trường định hướng xã hội chủ nghĩa nên được hiểu như thế nào cho rõ ràng? Đây là thời điểm mà tôi nghĩ rằng bàn cương lĩnh là bàn đến khái niệm lớn". Ông Phùng Hữu Phú, Phó Chủ tịch Hội đồng Lý luận Trung ương Đảng Cộng sản Việt Nam, cho rằng "...vấn đề lâu nay rất vướng và cũng chưa làm được. Đó là lộ trình phát triển đất nước ta thời kỳ quá độ là thế nào? Trước đây ta dùng khái niệm "bước đi bước đầu", "chặng đường đầu", "giai đoạn đầu". Có lần nào Tổng bí thư Nguyễn Phú Trọng tiếp xúc cử tri, có người hỏi: bao giờ chúng ta có chủ nghĩa xã hội? Tổng bí thư nói chúng ta chưa nghiên cứu tường minh vấn đề này, có khi trăm năm nữa cũng chưa có chủ nghĩa xã hội. Thế thì thời kỳ quá độ (lên chủ nghĩa xã hội) là bao lâu, có mấy chặng đường thì chưa rõ". Sau hơn 30 năm, Đổi mới kinh tế ở Việt Nam vẫn theo kiểu "dò đá qua sông". Trong khi các nước Đông Bắc Á thành công trong việc đề ra đường lối phát triển công nghiệp, can thiệp vào thị trường thì Việt Nam lại thất bại vì Việt Nam không có một bộ máy hành chính công vụ chuyên nghiệp, thuộc giới tinh hoa và độc lập như các nước đó.
Ông Vũ Minh Khương khi so sánh Việt Nam và Trung Quốc là hai đất nước có mô hình kinh tế - chính trị tương tự nhau đã nhận xét "Ở Trung Quốc họ có một tầm nhìn xa, muốn có một chương trình hiện đại hóa toàn diện để Trung Quốc trở thành một cường quốc hiện đại vào trước năm 2050. Việt Nam thì cải cách trên tình thế bí bách, bị Liên Xô cắt viện trợ và buộc phải tìm con đường đổi mới, cho nên cải cách mang tính chất thoát khỏi tình cảnh khó khăn hiện tại. Việt Nam thì có những chiến thắng huy hoàng trong chiến tranh chống Pháp, chống Mỹ, nên có thể ỷ lại thắng lợi của những cuộc chiến tranh này để duy trì sự chính danh của mình, cho nên nhiều khi trong cải cách không triệt để, mà chỉ cốt đủ ăn đủ sống. Điều này tạo ra những khiếm khuyết rất căn bản cho cải cách sâu rộng ở Việt Nam. Vì các đặc điểm đó, cho nên lãnh đạo Việt Nam chưa đủ tầm để xác định một chiến lược kỳ vĩ, chẳng hạn như đưa Việt Nam trở thành một đất nước hùng cường". Ở Việt Nam thuật ngữ nhà nước kiến tạo trở thành một định hướng cải cách theo đó nhà nước sẽ tạo ra được hệ thống khuyến khích các nguồn lực của xã hội tập trung đầu tư cho các mục tiêu phát triển, cung cấp các dịch vụ công chất lượng, tạo ra cạnh tranh lành mạnh để tất cả mọi chủ thể trong xã hội đều phải vươn lên và để thu hút được người tài. Tuy nhiên, Việt Nam vẫn chưa hình hành một khung khái niệm rõ ràng về nhà nước kiến tạo và có quá nhiều người nói về nhà nước kiến tạo nhưng không ai làm. Nhà nước là sản phẩm của xã hội nên nhân dân nào thì chính phủ ấy. Một nhà báo Pháp đã nhận xét "Công bằng mà nói, người Việt Nam các ông đổ lỗi cho chính quyền nhiều quá. Người Pháp chúng tôi có một câu: nhân dân nào, chính phủ đó!".
Tình trạng tham nhũng, lãng phí nghiêm trọng với những biểu hiện ngày càng tinh vi, phức tạp hơn, gây bức xúc trong xã hội khiến Việt Nam đứng trong nhóm nước có tình trạng tham nhũng nghiêm trọng. Tổng bí thư Đảng cộng sản Việt Nam Nguyễn Phú Trọng đã cảnh báo cần tránh "nhạt Đảng, khô Đoàn, xa rời chính trị". Việc đàn áp những người chỉ trích khiến nhà nước Việt Nam bị phản đối. Theo ông Phùng Đức Tùng, Viện trưởng Viện Nghiên cứu Phát triển Mekong, nếu từng công chức, doanh nhân và người dân không được truyền cảm hứng và khát vọng đưa Việt Nam trở thành một quốc gia văn minh, giàu mạnh thì đến năm 2035, Việt Nam sẽ giống như Indonesia, Philippines hoặc Mexico ngày nay. Những quốc gia phát triển thần kỳ như Singapore hay Hàn Quốc đều xuất phát từ người đứng đầu "khóc trước số phận của dân tộc" đã khiến cả một dân tộc phải cảm kích trước tâm huyết cũng như tầm nhìn của họ.
Đảng Cộng sản Việt Nam đã xác định: đây là mô hình tự xây dựng, không có khuôn mẫu cụ thể do đó, trong quá trình xây dựng không tránh khỏi khiếm khuyết, phải nhận rõ những khiếm khuyết này và đã từng điều chỉnh trong từng giai đoạn. Tại Đại hội Đảng toàn quốc lần thứ XI, trong Cương lĩnh mới của Đảng, mô hình kinh tế thị trường định hướng xã hội chủ nghĩa sẽ tiếp tục được hoàn thiện để phù hợp với xu thế mới của thời đại, phù hợp với nguyện vọng của nhân dân; đồng thời phê phán quan điểm của một số người cho rằng, nền kinh tế Việt Nam hiện nay "chẳng giống ai", "chủ nghĩa xã hội bên ngoài nhưng bên trong lại là tư bản"... là cố tình bóp méo sự thật. Ngoại trưởng Mỹ John Kerry cho rằng "Cách chúng tôi làm là mở cửa và bình thường hóa quan hệ, mà John McCain và tôi đã dẫn đầu cùng nhau, dỡ bỏ cấm vận để có kinh doanh. Và nay không còn dấu vết của "chủ nghĩa cộng sản", theo nghĩa là một kế hoạch và lý thuyết kinh tế. Ở đó là chủ nghĩa tư bản cuồng nhiệt, có internet mà người dân được tiếp cận". Theo đánh giá của ông Vũ Minh Khương "... Việt Nam thua kém rất xa so với Trung Quốc và với nhiều nước khác. Thứ nhất là không có một chiến lược phát triển dài hạn để nhìn thấy đâu là sức mạnh của dân tộc mình, đâu là cơ hội và thách thức trên thế giới, đâu là mục tiêu mà chúng ta sẽ đi tới trong vòng vài thập kỷ nữa. Tất cả đều không rõ. Thứ hai là năng lực học hỏi của Đảng Cộng sản Việt Nam rất hạn chế; từ việc thu hút nhân tài, đối sánh mình với thế giới ra sao, trong việc thử nghiệm những chính sách dũng cảm, trong việc liên tục đổi mới và cải tiến, lắng nghe nhân dân. Những đặc điểm đó làm đất nước mình ngày càng tụt lùi. Khi năng lực học hỏi được nâng lên, khi chiến lược phát triển kinh tế được hoạch định sắc bén và triệt để thì đất nước sẽ trỗi dậy."
Từ năm 1986 đến nay, Đảng Cộng sản Việt Nam đã có nhiều thay đổi trong tư duy kinh tế - chính trị. Từ chỗ xem khu vực kinh tế nhà nước giữ vai trò chủ đạo, Đảng Cộng sản Việt Nam đã xem khu vực tư nhân là động lực quan trọng của nền kinh tế. Tuy nhiên Việt Nam cần cải tiến chất lượng, hiệu quả bộ máy nước; tinh giản thủ tục hành chính; đẩy mạnh cổ phần hóa và có những chính sách hỗ trợ phù hợp để thúc đẩy khu vực tư nhân phát triển. Từ chỗ xem dân chủ, nhân quyền chỉ là chiêu bài của các thế lực thù địch chống phá Việt Nam; nhà nước Việt Nam bắt đầu tạo dựng hình ảnh họ là người đang nỗ lực cải thiện tình trạng dân chủ và nhân quyền tại Việt Nam. Từ chỗ xem Việt Nam Cộng hòa là tay sai, ngụy quân, ngụy quyền một số người cộng sản bắt đầu nói đến hòa giải hòa hợp dân tộc. Thực tiễn đổi mới ở Việt Nam vừa là kết quả đổi mới tư duy, lại vừa đặt ra những yêu cầu mới cho việc tiếp tục đổi mới tư duy ở trình độ cao hơn.
Giáo sư Kenichi Ohno thuộc Viện Nghiên cứu Chính sách Quốc gia Nhật Bản nhận xét tăng trưởng của Việt Nam từ trước đến nay là do vốn và lao động mang lại chứ không dựa trên tăng năng suất lao động. Từ năm 2008, năng suất lao động và tốc độ tăng trưởng kinh tế có xu hướng đi xuống do Việt Nam mới chú trọng tăng GDP mà chưa chú trọng tăng năng suất. Thị trường tự do hiện nay tại Việt Nam chưa hiệu quả trong khi đó chỉ riêng thị trường thì không thể đem lại thu nhập cao. Vì vậy, chính phủ Việt Nam cần phải phát triển nguồn nhân lực, hỗ trợ doanh nghiệp và các ngành kinh tế một cách hiệu quả. Tuy nhiên chính phủ Việt Nam còn non kém về tư duy lẫn năng lực do đó chất lượng chính sách của Việt Nam vẫn còn thấp so với các nước Đông Á. Theo ông thì chất lượng chính sách của Việt Nam cần được cải thiện. Hơn nữa Việt Nam có quá nhiều hội thảo, hội nghị, báo cáo chung chung về những hạn chế của nền kinh tế nhưng có quá ít hành động để khắc phục những hạn chế này.
Giáo sư Trần Văn Thọ thuộc Đại học Waseda Tokyo cho rằng Việt Nam cần đẩy mạnh công nghiệp hóa cả diện rộng và bề sâu, tăng năng suất bằng cách tái phân bổ nguồn lực, Đổi mới công nghệ và công nghiệp hóa, chuyển dịch cơ cấu công nghiệp; chuyển dịch lao động từ lĩnh vực nông nghiệp sang công nghiệp, từ các ngành công nghiệp có giá trị gia tăng thấp như dệt may, da giày sang các ngành có giá trị gia tăng cao như điện tử, ô tô; xem nội lực có vai trò quyết định trong quá trình công nghiệp hóa, tăng quy mô doanh nghiệp tư nhân, nuôi dưỡng tư bản dân tộc, tăng năng lực xuất khẩu, đầu tư đổi mới thiết bị, tăng chất lượng của các doanh nghiệp có vốn đầu tư nước ngoài cũng như tăng liên kết giữa khu vực có vốn đầu tư nước ngoài với doanh nghiệp trong nước, chọn lựa đầu tư nước ngoài theo hướng chỉ khuyến khích những dự án công nghệ cao, thân thiện môi trường và trong những lĩnh vực mà doanh nghiệp trong nước chưa có khả năng sản xuất. Ông cũng cảnh báo Việt Nam sắp kết thúc giai đoạn dân số vàng nhưng công nghiệp hóa còn ở mức sơ khai và mới chỉ tạo ra được những sản phẩm có giá trị thấp. Việt Nam cần đẩy mạnh công nghiệp hóa để nâng cao năng suất và tốc độ tăng trưởng tuy nhiên công nghiệp hóa của Việt Nam còn tiến triển chậm, có nguy cơ kết thúc sớm, lao động có xu hướng chuyển sang các ngành dịch vụ giá trị thấp.
Học giả Gabriel Kolko thì bày tỏ sự hoài nghi, sau hơn 50 năm cầm quyền và kiên trì theo đuổi chủ nghĩa Marx, tới cuối thập niên 1980 Đảng Cộng sản Việt Nam mới khám phá ra họ đã "mắc lỗi" (error), như Đỗ Mười từng phát biểu năm 1994 rằng "việc xây dựng chủ nghĩa xã hội vẫn là điều mới mẻ với chúng ta... những ý tưởng của Lenin sẽ giúp tìm ra mô hình chuyển Đổi mới". Kolko cho rằng sự hi sinh của hàng triệu người để chống lại sự áp đặt của ngoại bang cuối cùng được thay bằng sự kêu gọi thu hút đầu tư từ Mỹ, Pháp, Nhật, những nước từng dày xéo Việt Nam. Ở lối rẽ này, Kolko cho rằng Việt Nam bị ảnh hưởng và chịu áp lực của Quỹ Tiền tệ Quốc tế (IMF) hơn là những kinh điển của Lenin.
Bà Phạm Chi Lan nhận xét về Đổi Mới trên thực tế khi nói về các doanh nghiệp kinh tế tư nhân:
| “ | Đổi mới, theo tôi là phải có cơ chế đổi thay, giám sát những người thừa hành, chứ không chỉ là những tuyên bố mạnh mẽ từ những người đứng đầu rồi bị lờ đi như hiện nay... Nhà nước đang có vai trò quá lớn trong nền kinh tế, đặc biệt là quyền phân bổ nguồn lực nên cơ chế xin – cho kéo dài suốt từ thời kỳ kế hoạch hoá tập trung đến nay vẫn còn nặng nề. Trong quá trình Đổi mới có sự tự do hoá một số thị trường nhưng một số thị trường nhân tố cơ bản vẫn trong tay Nhà nước. Từ sự bất cập này đã hình thành nên những nhóm doanh nghiệp thân hữu, phát triển lệch lạc mà sự giàu có của những doanh nghiệp này trả giá bằng sự nghèo đi tương đối của đa phần dân số. Trong khi đó, những doanh nghiệp tư nhân vẫn tiếp tục gặp khốn khó vì thiếu nguồn lực. | ” |